# Ормігерос (Пуерто-Рико)
Ормігерос (ісп. Hormigueros, МФА: [ormiˈɣeɾos]) — муніципалітет Пуерто-Рико, острівної території у складі США. Заснований 1874 року.

## Географія
Ормігерос розташований у західній частині острову Пуерто-Рико. 
Площа суходолу муніципалітету складає 28 км² (76-е місце за цим показником серед 78 муніципалітетів Пуерто-Рико).

## Демографія
Станом на 2010 рік на території муніципалітету мешкало 17 250 ос.
Динаміка чисельності населення:

## Населені пункти
Основним населеним пунктом муніципалітету Ормігерос є однойменне місто:
| Населений пункт | Статус | Населення :   | Населення :   | Населення :   |
| Населений пункт | Статус | на 01.04.1990 | на 01.04.2000 | на 01.04.2010 |
| --------------- | ------ | ------------- | ------------- | ------------- |
| Ормігерос       | Місто  | 13 585        | 12 444        | 12 443        |